# Савадого, Якуба
Якуба Савадого (фр. Yacouba Sawadogo; 1946 — 3 декабря 2023) — фермер из Буркина-Фасо, новатор сельского хозяйства, сумевший методами традиционной африканской агрономии успешно бороться с опустыниванием и засухой в своём регионе.

## Биография
Северная часть Буркина-Фасо входит в состав Сахельского пояса — полузасушливого климатического региона непосредственно к югу от пустыни Сахара и к северу от тропических саванн. Периодически Сахель страдает от засухи; крупнейшая имела место в 1970-е гг. и стала причиной смерти десятков тысяч людей.
Засухе сопутствовало опустынивание земель; в сочетании с такими факторами, как истощение пастбищ, безграмотная эксплуатация земель и перенаселение, засуха приводила к заметному росту площади бесплодных земель, в частности, на склонах, в связи со сравнительной трудностью их культивации. Некультивируемая почва подвергается эрозии и уплотнению.
Вместе с Матье Уэдраого (Mathieu Ouédraogo), ещё одним местным фермером-новатором, Якуба Савадого начал экспериментировать с методами восстановления повреждённой почвы начиная примерно с 1980 года. Они опирались на традиционные местные технологии сооружения каменных заграждений и выкапывания лунок.
Традиционные для Буркина-Фасо каменные пояса (фр. cordons pierreux) представляют собой тонкие полосы из камней размером с кулак, расположенные поперёк полей, функционирующие в качестве заграждений. Когда идёт дождь, пылевые отложения размываются по поверхности поля и застревают на каменных поясах. Замедление потоков воды даёт больше времени для того, чтобы вода впиталась в почву. Накопившиеся пылевые отложения также обеспечивают достаточно плодородный слой почвы для прорастания семян. В свою очередь, проросшие растения сами задерживают воду в почве, а их корни прорывают слежавшийся слой почвы, облегчая пропитывание его водой.
Лунки, именуемые «заи» (Zaï), также служат для улавливания воды, но несколько иным способом. Традиционно их использовали для восстановления истощённой почвы. Сельскохозяйственный метод «Заи» при поддержке правительства президента Томаса Санкары получил распространение в Буркина-Фасо в конце 80-х годов.
Савадого предложил заранее, до наступления сева, класть в лунки солому, навоз и другие органические удобрения, которые дольше задерживали влагу. Все эти удобрения, в свою очередь, привлекали на поля термитов, которые разрыхляли почву.
Савадого и Уэдраого предприняли усилия по распространению этой технологии по всему региону. Раз в два года Савадого проводит «Рыночные дни» на своей ферме в деревне Гурга, на которых покупатели рынка обмениваются опытом и образцами.
Усилия Савадого привели к тому, что в течение двадцати лет его ферма разрослась до площади в 50 акров. Однако потом эту землю помимо его воли власти отдали соседнему городу Уахигуя в рамках правительственной программы по увеличению доходов городов. Савадого и члены его семьи в качестве «компенсации» получили не более чем по 1/10 акра. Впоследствии Савадого пытался собрать деньги, чтобы выкупить землю, на что требовалось около 20000 долларов США.
Якуба Савадого является героем документального фильма «Человек, который остановил пустыню», снятый компанией 1080 Films и впервые показанный на телеэкранах Великобритании весной 2010 года.